# Mozart: C-dúr szonáta hegedűre és billentyűs hangszerre
C-dúr szonáta hegedűre és billentyűs hangszerre (K. 6) Wolfgang Amadeus Mozart egyik korai műve. Ez a mű egy sor újdonságot hozott: ez Mozart első, hegedűt is felvonultató darabja, az első olyan darab amiben nemcsak egy hangszer van, és az első szonátaformában íródott darab. Ezen kívül a korábbi darabjai mind egytételes kis rövid irományok voltak; ez a mű már viszonylag hosszú és több tételt tartalmaz.
1762 és 1764 között keletkezett, a keletkezés helyét se ismerjük pontosan (valószínűleg a szülőváros, Salzburg, de eléggé lehetséges Párizs is). Mozart hat- vagy nyolcéves volt a darab írásakor; ezért valószínűleg a kottázást apja, Leopold Mozart végezte. A csembalóra (ez volt abban az időben a megszokott billentyűs hangszer) és hegedűre írt kompozíció az 1765 előtti művek egyik szokásos hangnemében, C-dúrban íródott. Ez Mozart addigi leghosszabb darabja (13 perc egy közepes tempó mellett), és öt tételt tartalmaz:
1. Allegro
2. Andante
3. Menüett I
4. Menüett II
5. Allegro molto

A hegedű és a zongora kapcsolata igen változó a mű folyamán: a hegedűs hol a zongorista visszhangja, hol vele egyszerre mozogva kísérőtársa, hol a zongora a hegedűs „támasztóbot” basszusa. Ez egy igen kedves atmoszférát sugárzó darab, ahol a frázisok többször is felbukkannak egy tételen belül. Mozart sikeresen alkalmazza az Alberti basszust.